# 小行星5049
小行星5049（英語：5049 Sherlock）是一颗围绕太阳公转的小行星。1981年11月2日，愛德華·鮑威爾在可可尼诺县发现了此天体。
这颗小行星的绝对星等为316.3665131553717等。小行星5049以英國偵探小說《福爾摩斯探案》系列的角色夏洛克·福爾摩斯命名。